# 中国质量协会
中国质量协会是中华人民共和国质量行业企事业单位和个人组成的全国性、专业性、非营利性社会团体，由国务院国有资产监督管理委员会主管。